# Volta a San Juan
A Volta a San Juan é uma carreira de ciclismo de estrada profissional que se disputa anualmente no mês de Janeiro na Província de San Juan, em Argentina.
Disputa-se desde o ano 1982 em categoria amador, mas a partir do ano 2017 foi validada pela UCI para subir à categoria 2.1 do calendário UCI America Tour.

## Palmarés
| Ano                                      | Vencedor          | Segundo                 | Terceiro          |           |
| ---------------------------------------- | ----------------- | ----------------------- | ----------------- | --------- |
| 1982                                     | Eduardo Trillini  |                         |                   |           |
| 1983                                     | Víctor Caro       |                         |                   |           |
| 1984                                     | Pedro Chirino     |                         |                   |           |
| 1985                                     | Ramón Sánchez     |                         |                   |           |
| 1986                                     | Ramón Sánchez     |                         |                   |           |
| 1987                                     | Daniel Castro     |                         |                   |           |
| 1988                                     | Luis Moyano       |                         |                   |           |
| 1989                                     | Alberto Bravo     |                         |                   |           |
| 1990                                     | Javier Argonz     |                         |                   |           |
| 1991                                     | Alberto Bravo     |                         |                   |           |
| 1992                                     | Alberto Bravo     |                         |                   |           |
| 1993                                     | Juan Agüero       |                         |                   |           |
| 1994                                     | Juan Agüero       |                         |                   |           |
| 1995                                     | David Kenig       |                         |                   |           |
| 1996                                     | Raúl Ruarte       |                         |                   |           |
| 1997                                     | Eduardo Mulet     |                         |                   |           |
| 1998                                     | Gonzalo Salas     |                         |                   |           |
| 1999                                     | Gustavo Toledo    |                         |                   |           |
| 2000 edição não realizada                |                   |                         |                   |           |
| 2001                                     | Edgardo Simón     |                         |                   |           |
| 2002                                     | Edgardo Simón     | Juan Guillermo Brunetta | Óscar Villalobo   |           |
| 2003                                     | Óscar Villalobo   | Fernando Antogna        | Juan Curuchet     |           |
| 2004                                     | Óscar Villalobo   | Jorge Giacinti          | Edgardo Simón     |           |
| 2005                                     | Luciano Montivero | Gustavo Toledo          | Javier Páez       |           |
| 2006                                     | Gerardo Fernández | Claudio Flores          | César Sigura      |           |
| 2007                                     | Luciano Montivero | Darío Díaz              | Juan Pablo Dotti  |           |
| 2008                                     | Pedro González    | Gabriel Brizuela        | Ricardo Julio     |           |
| 2009                                     | Gerardo Fernández | Matías Médici           | Luciano Montivero |           |
| 2010                                     | Juan Pablo Dotti  | Luciano Montivero       | Alvaro Algiró     |           |
| 2011                                     | Daniel Zamora     | Juan Pablo Dotti        | Ignacio Pereyra   |           |
| 2012                                     | Juan Pablo Dotti  | Daniel Zamora           | Emanuel Saldaño   |           |
| 2013                                     | Daniel Zamora     | Roberto Richeze         | Lucas Lopardo     |           |
| 2014                                     | Laureano Rosas    | Ricardo Escuela         | Roberto Richeze   |           |
| 2015                                     | Laureano Rosas    | Ricardo Escuela         | Juan Melivilo     |           |
| 2016                                     | Laureano Rosas    | Juan Pablo Dotti        | Ricardo Escuela   |           |
| Volta a San Juan Internacional - UCI 2.1 |                   |                         |                   |           |
| 2017                                     | Bauke Mollema     | Óscar Sevilla           | Rodolfo Torres    |           |
| 2018                                     | Óscar Sevilla     | Filippo Ganna           | Rodolfo Torres    |           |
| 2019                                     | Winner Anacona    | Julian Alaphilippe      | Óscar Sevilla     |           |
| 2020                                     | Remco Evenepoel   | Filippo Ganna           | Óscar Sevilla     |           |
| 2021                                     | cancelado         | cancelado               | cancelado         | cancelado |
| 2022                                     | cancelado         | cancelado               | cancelado         | cancelado |
| 2023                                     | Filippo Ganna     | Sergio Higuita          | Einer Rubio       |           |

Nota: Na Volta a San Juan de 2018, o ciclista Gonzalo Najar foi inicialmente o ganhador mas este foi despojado do título por dopagem em favor do segundo classificado: Óscar Sevilla

## Palmarés por países
Atualizado após edição de 2023
| País          | Vitórias |
| ------------- | -------- |
| Argentina     | 33       |
| Colômbia      | 2        |
| Chile         | 1        |
| Espanha       | 1        |
| Países Baixos | 1        |
| Bélgica       | 1        |